# Nati nel 1291
| Questa pagina contiene informazioni ricavate automaticamente dalle voci biografiche con l'ausilio del template Bio e di un bot. L'aggiornamento è periodico e automatico e ricostruisce completamente la pagina. Se manca una persona in questa lista, sei pregato di non aggiungerla, ma accertati piuttosto che la sua voce biografica contenga il template Bio e che i dati anagrafici siano correttamente compilati. Se il template Bio manca, inseriscilo tu stesso o, in alternativa, metti l'avviso {{tmp\|Bio}} che ne segnala la mancanza. Se i dati riportati sono sbagliati, correggi direttamente la voce biografica; le modifiche saranno visibili in questa lista entro pochi giorni. Per chiarimenti vedi il progetto biografie. La lista contiene solo le 16 persone che sono citate nell'enciclopedia e per le quali è stato implementato correttamente il template Bio. Pagina aggiornata al 10 ago 2025. |

- 15 gennaio - Giovanna II di Borgogna, regina († 1330)
- 8 febbraio - Alfonso IV del Portogallo, sovrano († 1357)
- 9 marzo - Cangrande I della Scala, condottiero italiano († 1329)
- 23 settembre - Boleslao III il Prodigo, nobile polacco († 1352)
- 31 ottobre - Philippe de Vitry, compositore, teorico musicale e poeta francese († 1361)
- 15 dicembre - Aimone di Savoia, conte († 1343)
- Veera Ballala III, sovrano indiano († 1343)
- Graziolo Bambaglioli, scrittore italiano († 1342)
- Papa Clemente VI, papa, vescovo cattolico e cardinale francese († 1352)
- Pietro Colonna, cavaliere medievale e politico italiano
- Margareta Ebner, religiosa tedesca († 1351)
- Luigi de la Cerda, principe († 1348)
- Maria d'Artois, nobile francese († 1365)
- Dalmazio Moner, religioso spagnolo († 1341)
- Rinaldo da Villafranca, poeta, grammatico e umanista italiano († 1362)
- Giovanna Visconti di Gallura († 1339)